# 浑源州
浑源州，金朝时设置的州。
贞祐二年（1214年）置，治所在浑源县（今属山西省大同市）。辖境相当今浑源县地。元朝至元四年（1267年）省浑源县入州。1912年改为浑源县。 